# Domenico Gagini

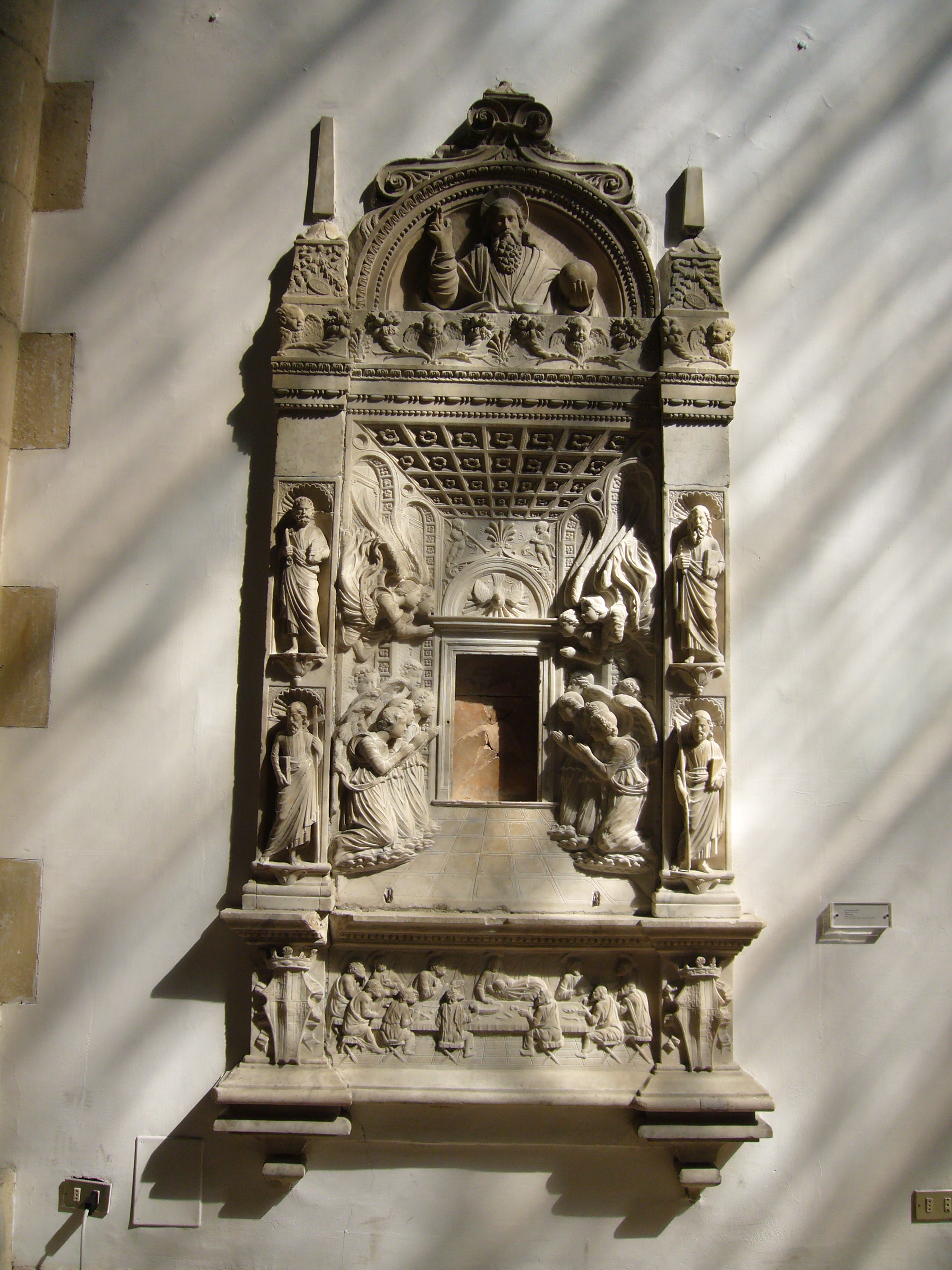
Tabernacle a la Cappella palatina el Castel Nuovo de Nàpols

Domenico Gagini (1449 - Palerm, 1492) va ser un escultor italià. Els Gagini van ser una família d'escultors, pintors i arquitectes que van treballar durant l'edat mitjana i el Renaixement. El primer registre que es conserva correspon a l'avi de Domenico, Beltrame Gagini, a la ciutat de Gènova a començaments del segle xv, i els seus tres fills, Pietro, Giovanni i Pace.
Domenico Gagini va ser el primer escultor de la família que va aconseguir fama internacional. Nascut a Bissone, al Ticino (actualment part de Suïssa), va estudiar a Florència amb Brunelleschi. Va retornar a Gènova el 1447, on va dirigir els treballs de decoració de la important capella de Sant Joan Baptista de la Catedral de Gènova. El 1457 se'l recorda treballant a Nàpols per a Alfons d'Aragó. El 1463 arriba a Palerm,on va influir a l'arquitectura decorativa de l'illa, tasca que van seguir també els seus familiars Antonello i Antonio.
Un dels treballs més notables de Domenico Gagini és la decoració del cor a la catedral de Palerm, que consisteix en una combinació de vivaces figures dintre del relleu, més un gran nombre de figures exemptes.